# Sibayo (distrito)
O Distrito peruano de Sibayo é um dos vinte distritos que formam a Província de Caylloma, situada no Departamento de Arequipa, pertencente a Região Arequipa, Peru.

## Transporte
O distrito de Sibayo é servido pela seguinte rodovia:
- AR-112, que liga o distrito de Caylloma à cidade de Callalli [1][2][3]